# Chow Yun-Fat
Chow Yun-fat (Hongkong, Lamma-eiland 18 mei 1955) (jiaxiang: Guangdong, Jiangmen, Kaiping) is een acteur uit Hongkong.

## Biografie
Chow Yun-fat is in Nederland onder meer bekend van de zogenaamde 'Heroic bloodshed'-films met John Woo, zoals The Killer, A Better Tomorrow en Hard Boiled, en van de film Anna and the King, waarin hij (naast Jodie Foster als Anna) koning Mongkut van Siam (het huidige Thailand) speelde.

### Persoonlijk
Chow Yun-fat werd geboren op Lamma-eiland, een van de grotere eilanden bij Hongkong. Op zijn zesde verkocht hij al, samen met zijn moeder, dimsum (gestoomde of gefrituurde kleine hapjes) op straat. Zijn familie verhuisde in 1965 naar Hongkong. Hier zat hij op een kostschool van de Kwomintang in Kowloon. Zijn vader, die werkte op een booreiland, stierf in 1974. Tussen 1978 en 1982 had hij een relatie met Idy Chan Yuk-lin, een actrice die ook bij TVB werkte. Nadat de relatie in 1982 strandde, deed Chow Yun-fat een zelfmoordpoging door schoonmaakmiddel te drinken. Hierdoor belandde hij in het ziekenhuis. In februari 1983 trouwde hij met actrice Candice Yu On-on. Dit huwelijk duurde slechts zes maanden. Hij is sinds 1986 getrouwd met Jasmine Tan Hui-lain uit Singapore. Nadat zijn vrouw wegens een miskraam in het ziekenhuis belandde, werd gezamenlijk besloten geen kinderen te nemen. Hij spreekt vier talen: Standaardkantonees, Wai t'auw waa, Standaardmandarijn en Engels. Zijn hobby's zijn koken en fotografie.

### Carrière
Chow Yun-fat werd begin 1973 aangenomen bij TVB, een bedrijf van de Shaw Brothers. Hij speelde er in diverse TVB-televisieseries. In 1976 maakte hij in zijn eerste speelfilm The Reincarnation. In 1984 won hij prijzen voor zijn rol in het oorlogsdrama Hong Kong 1941. Er zouden nog vele prijzen en nominaties volgen. In 1986 vroeg de toen nog vrij onbekende regisseur John Woo hem voor de hoofdrol in zijn nieuwste film A Better Tomorrow. In het Westen betekende deze film zijn grote doorbraak. De tandenstoker in zijn mond en het schieten met twee pistolen tegelijk zijn typische Chow Yun-fat 'trademarks'. Hoewel hij zijn faam aan de actiefilms te danken heeft, speelde hij ook in andere genres, zoals drama's en komedies. Van zijn film The Peace Hotel (1995) schreef hij zelf het verhaal. In 1999 sloeg hij de rol van Morpheus in The Matrix af. Een jaar later speelde hij de hoofdrol in Crouching Tiger, Hidden Dragon, die een wereldwijd succes werd. In '99 speelde hij naast Jodie Foster in Anna and the King, en in 2007 een Chinese piratenleider in Pirates of the Caribbean: At World's End.

## Trivia

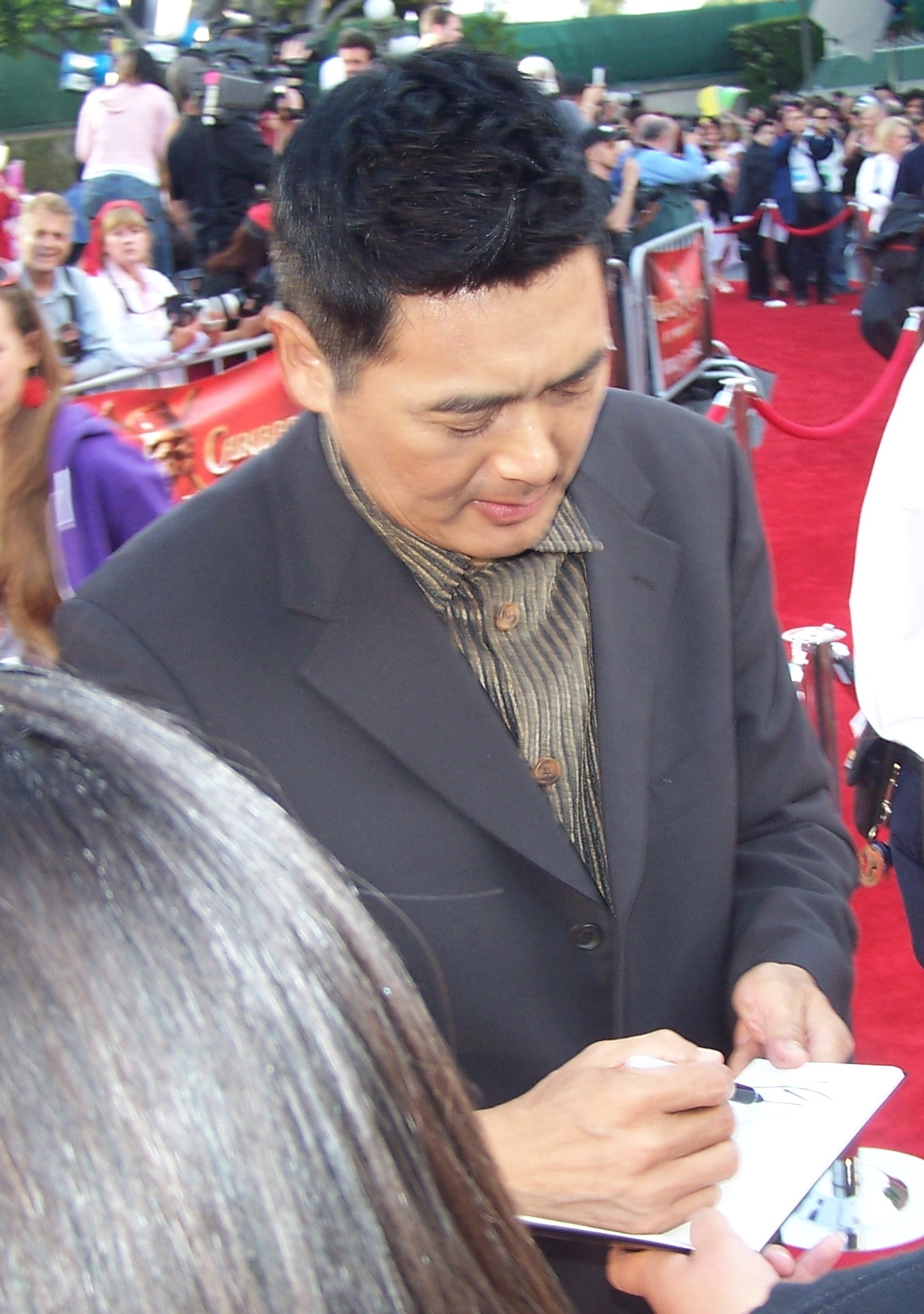
Chow Yun-fat deelt een handtekening uit

- Hij kan ook zingen en heeft enkele platen in Hongkong en Japan gemaakt.
- Hij heeft op postzegels van Hongkong en Guyana gestaan.
- Hij heeft ook reclame- en modellenwerk gedaan.
- Hij werd in 2002 gekozen tot een van de 50 mooiste mensen op aarde door People Magazine.
- Chow Yun-fat is 1,88 meter lang en is daarmee, voor iemand van Chinese afkomst, uitzonderlijk lang.

## Prijzen
- 1984: Beste acteur (Asia-Pacific Film Festival) – Hong Kong 1941
- 1984: Beste acteur (Golden Horse Film Festival) – Hong Kong 1941
- 1987: Beste acteur (Golden Horse Film Festival) – An Autumn's Tale
- 1987: Beste acteur (Hong Kong Film Awards) – A Better Tomorrow
- 1989: Beste acteur (Hong Kong Film Awards) – City on Fire
- 1990: Beste acteur (Hong Kong Film Awards) – All About Ah-long
- 1999: Voor zijn hele oeuvre (San Diego Film Critics Society Awards)

## Filmografie
- 1976
  - The Reincarnation
  - Club Girl Story
  - The Hunter, the Butterfly, and the Crocodile
  - Bride So and Her Groom
- 1977
  - Hot Blood
- 1978
  - Heroic Cops
  - Their Private Lives
  - Miss O
- 1980
  - Joy to the World
  - Master Father
  - Police Sir!
- 1981
  - The Executor
  - The Postman Fights Back
  - The Story of Woo Viet
- 1983
  - Hong Kong 1941
  - The Head Hunter
  - Last Affair
  - Bloody Money
- 1984
  - Love in a Fallen City
  - The Occupant
- 1985
  - Women
  - Witch from Nepal
  - Why Me?
  - The Story of Rose
- 1986
  - A Better Tomorrow
  - Love Unto Waste
  - Dream Lovers
  - The Seventh Curse
  - Din lo jing juen (The Lunatics)
  - 100 Ways to Murder Your Wife
  - A Hearty Response
  - My Will, I Will
  - The Missed Date
- 1987
  - A Better Tomorrow II
  - City on Fire
  - Prison on Fire
  - Flaming Brothers
  - Scared Stiff
  - An Autumn's Tale
  - The Phantom Bride
  - Tragic Hero
  - Rich And Famous
  - The Romancing Star
- 1988
  - City War
  - Tiger on Beat
  - The Eighth Happiness
  - Fractured Follies
  - Greatest Lover
  - Goodbye, Hero
  - Diary of a Big Man
  - The Romancing Star II
- 1989
  - The Killer
  - A Better Tomorrow III
  - Code of Honour
  - All About Ah-Long
  - The Fun, the Luck & the Tycoon
  - God of Gamblers
  - Wild Search
  - Triads: The Inside Story
- 1990
  - Black Vengeance
  - God of Gamblers II
- 1991
  - Once a Thief
  - Prison on Fire II
- 1992
  - Hard Boiled
  - Love: Now You See It, Now You Don't
  - Full Contact
- 1994
  - God of Gamblers Returns
  - American Shaolin
- 1995
  - The Peace Hotel
- 1998
  - The Replacement Killers
- 1999
  - The Corruptor
  - Anna and the King
- 2000
  - Crouching Tiger, Hidden Dragon
- 2003
  - Bulletproof Monk
- 2004
  - Waiting Alone
- 2006
  - The Aunt's Postmodern Life
  - The Curse of the Golden Flower
- 2007
  - Pirates of the Caribbean: At World's End
- 2008
  - The Children of Huang Shi
- 2009
  - Dragonball Evolution
- 2010
  - Shanghai

- Biblioteca Nacional de España: XX1272255
- Bibliothèque nationale de France: cb14022923r (data)
- Catàleg d'autoritats de noms i títols de Catalunya: 981058517514406706
- Gemeinsame Normdatei: 137472552
- International Standard Name Identifier: 0000 0001 0858 8951
- Library of Congress Control Number: no98066909
- MusicBrainz: a4bcdd37-3a1d-4624-ba35-f749f883ddce
- Bibliotheek van het Japanse parlement: 00623863
- Nationale Bibliotheek van Tsjechië: jx20050518008
- Nationale Bibliotheek van Israël: 987007424744405171
- Nationale Bibliotheek van Polen: a0000002237350
- Nederlandse Thesaurus van Auteursnamen: 139214011
- Istituto Centrale per il Catalogo Unico: UBOV495353
- SNAC: w6mk78dm
- Système universitaire de documentation: 061132330
- Virtual International Authority File: 81659206
- WorldCat: E39PBJmtFF7rwh8F4pxBjjHDMP